# Ponte degli artisti

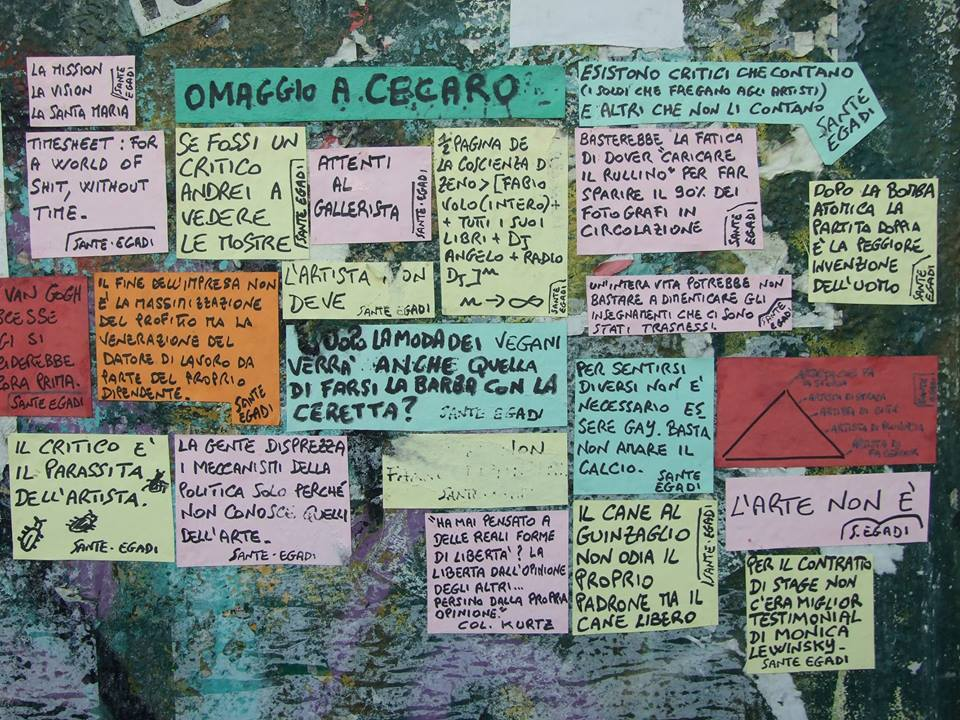
Omaggio a Carlo Cecaro: arte adesiva fotografata sul Ponte degli Artisti.

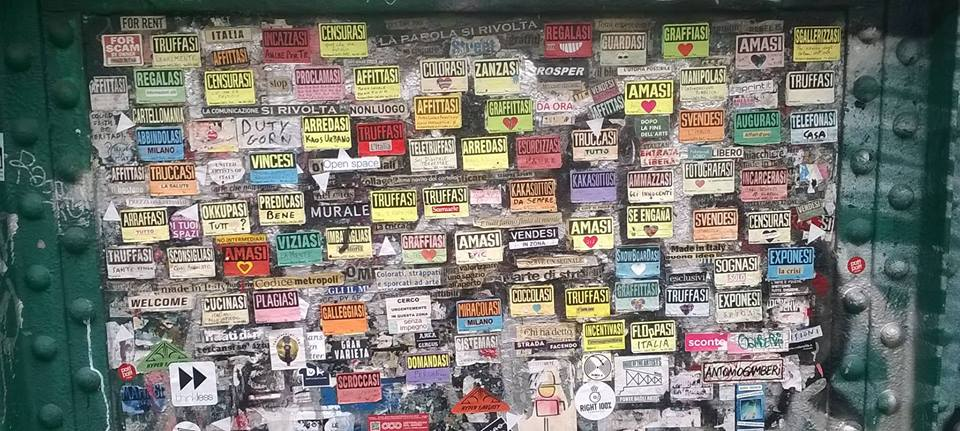
Cartellomania o l'Agenzia dell'Utopia: la Street Poetry di Carlo Cecaro sul Ponte degli Artisti a Porta Genova.

Il ponte degli artisti è un ponte pedonale metallico, di colore verde, ubicato nei pressi della stazione Porta Genova a Milano. Per anni ha assunto al ruolo di cavalcavia ferroviario sui binari della linea per Mortara. 
Fino al 22 agosto 2016, prima della chiusura per motivi di sicurezza dovuti a problemi strutturali, la struttura ha collegato il quartiere Navigli con quello di Tortona.

## Storia
È un ponte pedonale di sovrappasso dei binari costruito nei primi anni del Novecento, in ferro tinteggiato di verde scuro. Il ponte è stato costruito dalla Società Nathan Uboldi che si occupava della realizzazione di molte opere in ferro, tra cui ponti, sovrappassi e passerelle pedonali. I disegni originali del ponte sono conservati nell'archivio del Castello Sforzesco e sembra che la ditta avesse collaborazioni con lo Studio Eiffel di Parigi per la progettazione delle sue strutture.
Sin dalle sue origini è stato un punto di passaggio, collegamento e unione per i lavoratori milanesi che ogni giorno lo attraversavano da porta Genova a via Tortona per raggiungere le grandi fabbriche ubicate in tutta la zona Tortona - Solari.
Il ponte nel tempo ha preso diversi nomi (il ponte di ferro, la scaletta, il ponte di Nana, il ponte dei 100 colori) e spesso fa da sfondo a immagini fotografiche di moda ed è comparso in alcuni film come in una scena del film Ratataplan di Maurizio Nichetti del 1979.
Nel 2013 alcuni artisti e appassionati d'arte hanno dato il nuovo nome al ponte di ferro chiamandolo ponte degli artisti, creando un'associazione no-profit che si occupa di valorizzare gli artisti che intendono collaborare per diffondere l'arte libera nel mondo e sviluppare una rete di ponti in Italia e nel mondo.  

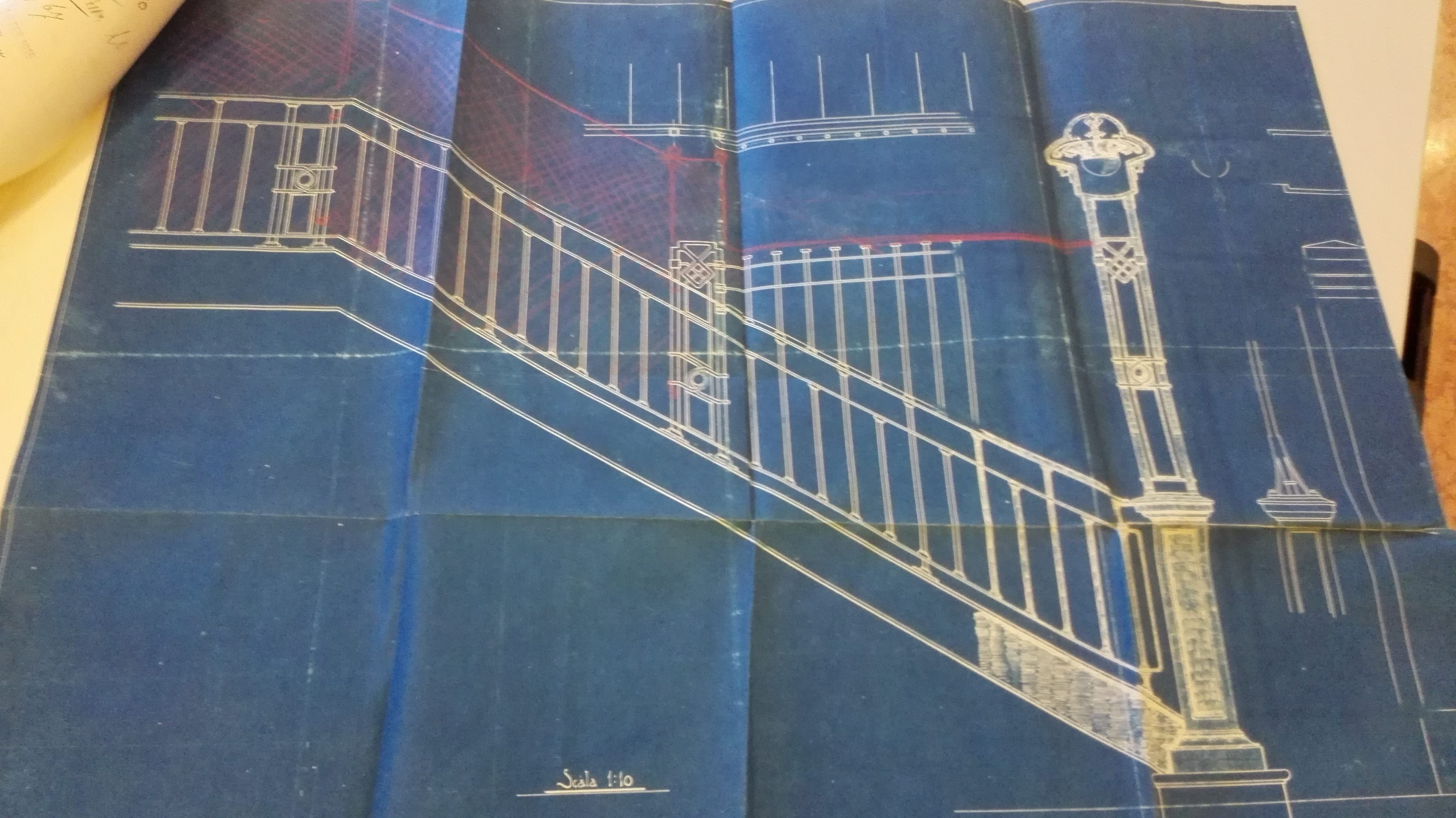
Disegno originale del ponte

Per molti il ponte è un luogo dove affiggere poster di protesta o che annunciano eventi nella zona. Molti si sono divertiti nel corso degli anni a imbrattare o a usare la struttura per esprimere la propria street art. Il suo momento clou è durante il Fuorisalone o nella settimana della moda, quando viene usato da così tanta gente che diventa impossibile attraversarlo. 
Il ponte è stato chiuso per restauro e il suo destino è legato alla stazione di Porta Genova, che dovrebbe venire soppressa nel  prossimo futuro in favore della stazione ferroviaria di Romolo (in parte) e della stazione di San Cristoforo (che sarà servita anche dalla nuova M4).
Tra gli artisti che hanno lasciato testimonianze della propria attività sui parapetti della struttura che ben si prestavano ad accogliere affissioni di vario genere vi sono Carlo Cecaro, Fiuto, Andrea di Carpegna Varini, Thomas Berrà, Sante Egadi, Guido Duty Gorn, Claudio Jaccarino, Manu Invisibile, Omer TDK, Cesar Regledo, Roberto Spadea, Beppe TRX, Willow, Urban Solid, Johnny Frog.